# Kenneth Turan
Kenneth Turan est un journaliste, auteur et critique de cinéma américain, né le 27 octobre 1946 à New York.

## Biographie
Kenneth Turan est élevée dans une famille juive dans le quartier de Brooklyn à New York. Il obtient son diplôme de premier cycle universitaire au Swarthmore College et une maîtrise en journalisme à l'université Columbia,. Au Swarthmore il est colocataire du mathématicien et auteur de science-fiction Rudy Rucker.

## Carrière
Avant de devenir critique de cinéma, Kenneth Turan est recruté comme chroniqueur pour le Washington Post.
Il commence sa carrière de critique avec The Progressive, un magazine publié à Madison au Wisconsin et en 1991 il est recruté au Los Angeles Times. En 1993, il est nommé directeur du Los Angeles Times Book Prize.
Il a annonce son retrait de l'équipe du Los Angeles Times le 25 mars 2020.
Il intervient dans le documentaire For the Love of Movies: The Story of American Film Criticism, expliquant sa querelle publique avec le réalisateur James Cameron, qui a envoyé un mail aux rédacteurs en chef du Los Angeles Times pour leur demander de le licencier après qu'il a écrit une critique cinglante de Titanic. James Cameron accuse Kenneth Turan d'utiliser une « pluie incessante de barbes personnelles » et d'utiliser sa « chaire d'intimidation non seulement pour attaquer [son] film, mais l'ensemble de l'industrie cinématographique et son public ».
Kenneth Turan fonde le programme radiophonique Arts Alive pour la KUSC. Il fait également quelques critiques pour l'émission Morning Edition de la National Public Radio.

## Ouvrages
- (en) Kenneth Turan et William Gildea, The Future Is Now: George Allen, Pro Football's Most Controversial Coach, Houghton Mifflin Harcourt, 1er janvier 1972, 318 p. (ISBN 978-0395140000).
- (en) Kenneth Turan et Stephen F. Zito, Sinema: American Pornographic Films and the People Who Make Them, Praeger, 1er janvier 1974, 244 p. (ISBN 978-0275507701).
- (en) Steve Wright, Kenneth Turan et William Gildea, I'd Rather Be Wright: Memoirs of an Itinerant Tackle, Prentice Hall, 1er janvier 1974, 205 p. (ISBN 978-0134497853).
- (en) Patty Duke et Kenneth Turan, Call Me Anna: The Autobiography of Patty Duke, Bantam Books, 1987, 298 p. (ISBN 978-0553052091).
- (en) Kenneth Turan, Sundance to Sarajevo: Film Festivals and the World They Made, University of California Press, 2002, 192 p. (ISBN 978-0520930827).
- (en) Kenneth Turan, Never Coming to a Theater Near You, PublicAffairs, 28 septembre 2004, 401 p. (ISBN 978-1586482312).
- (en) Kenneth Turan, Now in Theaters Everywhere: A Celebration of a Certain Kind of Blockbuster, PublicAffairs, 28 avril 2009, 400 p. (ISBN 978-1586483951, ASIN B001WAJWHY).
- (en) Kenneth Turan et Joseph Papp, Free for All: Joe Papp, The Public, and the Greatest Theater Story Ever Told, Knopf Doubleday Publishing Group, 3 novembre 2009, 648 p. (ISBN 978-0385532044).
- (en) Kenneth Turan, Not to Be Missed: Fifty-Four Favorites from a Lifetime of Film, Hachette Livre, 3 juin 2014, 368 p. (ISBN 978-1610396318).